# Múscul auricular superior
El múscul auricular superior (musculus auricularis superior), un dels tres músculs auriculars, està situat en l'extrem superior del pavelló auricular i en els animals que orienten l'oïda cap captar millor els sons permet la mobilitat de l'orella cap endavant.

## Trajecte
S'insereix en la gàlea aponeuròtica o aponeurosi epicraneal. Les fibres musculars de l'auricular superior convergeixen en un tendó pla que arriba a fixar-se en la cara interna del pavelló auricular a nivell d'una eminència formada per la foseta de l'antehèlix.
Acció [modifica · editar codi ]
En la majoria dels animals el múscul auricular superior li permet a cau d'orella mobilitat cap amunt a la direcció del so que atreu l'atenció. En canvi, en l'home, tot el que pot fer és moure lleugerament l'oïda, la majoria de les vegades sense direcció fixa.

## Innervació
La innervació de l'auricular superior és donada per fibres motores de la branca posterior d'aquest mateix nom provinent del nervi auricular que és una de les branques temporals del nervi facial.